# Molekularfeldtheorie
Die Molekularfeldtheorie (englisch mean-field theory) ist eine Näherung, die Systeme miteinander wechselwirkender Teilchen als Systeme freier Teilchen in einem externen Feld betrachtet. Das externe Feld wird dabei als konstant angesehen und berücksichtigt somit nicht, dass jedes Teilchen durch sein Verhalten das Feld lokal verändert (d. h., Fluktuationen werden vernachlässigt).
Obwohl bei dieser Näherung für viele Größen quantitativ ungenaue Werte entstehen, gibt sie zahlreiche qualitative Hinweise auf das Skalenverhalten, also auf die kritischen Exponenten bei Phasenübergängen. Die Molekularfeldtheorie hängt eng mit der Landau-Theorie der Phasenübergänge zusammen.
Formal betrachtet die Molekularfeldtheorie den Zustand mit dem größten Beitrag zur Zustandssumme, weshalb sie auch als klassische Näherung oder Molekularfeldnäherung bezeichnet wird.

## Anwendungen
Die Molekularfeldtheorie wird häufig angewendet in der statistischen Physik oder der statistischen Thermodynamik, u. a. bei der Bestimmung der Permittivität polarisierbarer Medien, im Ising-Modell (Gitter aus N Spins) und in der Van-der-Waals-Theorie (Flüssigkeiten). Dabei ergibt sich die Beziehung zwischen dem Isingmodell und der Flüssigkeitstheorie aus der Gittergas-Interpretation des Ising-Modells (spin up {\displaystyle {\hat {=}}} 'Gitterplatz ist besetzt', spin down {\displaystyle {\hat {=}}} 'Gitterplatz ist leer').

## Beispiel: N-Spin-System
Ein System aus {\displaystyle N} Spins ist charakterisiert durch seinen Hamilton-Operator:
{\displaystyle {\begin{aligned}{\hat {H}}&=-\sum _{j}g\mu _{\mathrm {B} }{\hat {{\vec {S}}_{j}}}{\vec {B}}-\sum _{i,j}J_{ji}{\hat {{\vec {S}}_{j}}}{\hat {{\vec {S}}_{i}}}\\&=-\sum _{j}g\mu _{\mathrm {B} }{\hat {{\vec {S}}_{j}}}\left({\vec {B}}+{\frac {1}{g\mu _{\mathrm {B} }}}\sum _{i}J_{ji}{\hat {{\vec {S}}_{i}}}\right)\ ,\end{aligned}}}
wobei
- der erste Summand den Energiebeitrag durch die Wechselwirkung der Spins {\displaystyle {\hat {\vec {S}}}} mit der magnetischen Flussdichte {\displaystyle {\vec {B}}} eines äußeren Magnetfeldes
- der zweite Summand die Wechselwirkung der Spins untereinander, deren Eintrag in der Wechselwirkungsmatrix {\displaystyle J_{ji}} von Null verschieden ist,
- {\displaystyle g} den gyromagnetischen Faktor
- {\displaystyle \mu _{\mathrm {B} }} das Bohrsche Magneton

beschreibt.
Im Sinn der Molekularfeldtheorie wird der Wechselwirkungsterm nun abgeschätzt, indem man die Spins ersetzt durch ihren Mittelwert über das gesamte System:
{\displaystyle \langle {\hat {\vec {S}}}\rangle ={\frac {1}{N}}\sum _{i=0}^{N}{\hat {{\vec {S}}_{i}}}\ .}
Der Erwartungswert eines einzelnen Spins {\displaystyle S_{i}} ist dann in der Molekularfeldnäherung {\displaystyle \langle {\hat {{\vec {S}}_{i}}}\rangle =\langle {\hat {\vec {S}}}\rangle }.
Damit wird der Hamilton-Operator zu:
{\displaystyle {\hat {H}}=-\sum _{j}g\mu _{\mathrm {B} }{\hat {{\vec {S}}_{j}}}\left({\vec {B}}+{\frac {1}{g\mu _{\mathrm {B} }}}J_{j}\langle {\hat {\vec {S}}}\rangle \right)\ ,}
wobei {\displaystyle J_{j}={\sum }_{i}J_{ji}}.
In einer weiteren Abschätzung wird {\displaystyle J_{j}} als gleich für alle {\displaystyle j} angenommen:
{\displaystyle J_{j}=J}
Der Term in der Klammer {\displaystyle {\vec {B}}_{\text{eff}}=\left({\vec {B}}+{\frac {1}{g\mu _{\mathrm {B} }}}J\langle {\hat {\vec {S}}}\rangle \right)} ist nun unabhängig von den einzelnen Wechselwirkungen im System und kann wie ein effektives äußeres Magnetfeld verstanden werden. Dieses kann man anstelle des Magnetfelds einsetzen in die Lösungen für das Problem freier Spins ({\displaystyle J_{ji}=0}).
Im Fall eines entlang der z-Achse ausgerichteten Magnetfeldes {\displaystyle {\vec {B}}=B\,{\vec {e}}_{z}} ergibt sich aus dem Erwartungswert der {\displaystyle z}-Komponente der Spinssumme {\displaystyle S}:
{\displaystyle \langle {\hat {S_{z}}}\rangle =S\ \operatorname {B} _{S}\left({\frac {Sg\mu _{\mathrm {B} }B}{k_{\mathrm {B} }T}}\right)\ ,}
mit
- der Brillouin-Funktion {\displaystyle \operatorname {B} _{S}(\cdot )} zum Spin S
- der Boltzmann-Konstante {\displaystyle k_{\mathrm {B} }}
- der absoluten Temperatur {\displaystyle T}

der Erwartungswert für wechselwirkende Spins zu:
{\displaystyle \langle {\hat {S_{z}}}\rangle =S\ \operatorname {B} _{S}\left[{\frac {Sg\mu _{\mathrm {B} }}{k_{\mathrm {B} }T}}\left({\vec {B}}+{\frac {1}{g\mu _{\mathrm {B} }}}J\langle {\hat {\vec {S}}}\rangle \right)\right]\ .}

### Einschränkungen
Die Molekularfeldtheorie vernachlässigt Korrelationen der physikalischen Größen, d. h., es wird angenommen, dass {\displaystyle \langle S_{1}S_{2}\rangle =\langle S_{1}\rangle \langle S_{2}\rangle }. Daraus folgt, dass die Molekularfeldtheorie am kritischen Punkt eines Phasenübergangs, und in dessen Nähe, zusammenbricht.

## Verallgemeinerungen
Der Kern der Theorie besteht darin, dass für einen komplizierteren Operator eine lineare Näherung, d. h. eine Einteilchennäherung gemacht wird. Analog kann man z. B. in der Quantentheorie eine komplizierte Vielteilchentheorie  auf eine optimal angepasste Einteilchentheorie zurückführen, indem man den Hamiltonoperator beispielsweise durch die zugehörige Hartree-Fock-Näherung approximiert oder passende Quasiteilchen einführt.